# Étréchy (Essonne)
Étréchy is een gemeente in het Franse departement Essonne (regio Île-de-France) en telt 6104 inwoners (1999). De plaats maakt deel uit van het arrondissement Étampes.

## Geografie
De oppervlakte van Étréchy bedraagt 14,1 km², de bevolkingsdichtheid is 432,9 inwoners per km².
De onderstaande kaart toont de ligging van Étréchy (Essonne) met de belangrijkste infrastructuur en aangrenzende gemeenten.

## Demografie
Onderstaande figuur toont het verloop van het inwonertal (bron: INSEE-tellingen).